# كليف باستين
كليفورد سيدني باستين (بالإنجليزية: Cliff Bastin)‏ (14 مارس 1912 - 4 ديسمبر 1991) هو لاعب كرة قدم إنجليزي سابق كان يلعب في مركز الجناح مع نادي إكزتر سيتي ونادي آرسنال لكرة القدم. كما لعب مع منتخب إنجلترا لكرة القدم. باستين هو ثالث أعلى هداف لأرسنال في كل العصور.

## المسيرة الاحترافية
بدأ باستين، الذي ولد في إكستر، مسيرته المهنية في إكستر سيتي، ولعب لأول مرة في النادي عام 1928، وهو في سن السادسة عشرة. على الرغم من أنه لعب 17 مباراة فقط وسجل 6 أهداف في وقته في إكستر، فقد رصده مدرب آرسنال هربرت تشابمان في مباراة ضد واتفورد. كان تشابمان في المباراة لمراقبة لاعب واتفورد، لكن قدرة باستين البالغ من العمر 17 عامًا أصبحت واضحة له لدرجة أنه قرر توقيعه في نهاية موسم 1928-1929.
قام باستين بخوض مباراة ضد إيفرتون في 5 أكتوبر 1929 وكان على الفور فريقًا منتظمًا في الفريق الأول، حيث ظهر في 21 مباراة في ذلك الموسم. ذهب ليكون حاضرًا تقريبًا في الجانب خلال العقد التالي، حيث لعب أكثر من 35 مباراة في كل موسم حتى 1937–1938. أكسبه مظهره الشاب لقب "Boy Bastin"، ولكن على الرغم من ذلك، اتسمت طريقة باستين بالبرودة الرائعة والدقة أمام المرمى؛ أصبح أيضًا لاعب آرسنال المعتاد في ركلات الجزاء. مآثر التهديف باستين هي أكثر روعة النظر كان يلعب في الجناح الأيسر بدلا من الأمام. في ذلك الوقت، كانت إستراتيجية أرسنال تعتمد بشكل كبير على قطع الأجنحة في مربع الجزاء مع إمداد تمريرات من صانع الألعاب أليكس جيمس كونها مصدرًا للعديد من الأهداف أيضًا.
مع آرسنال، فاز باستين بكأس الاتحاد الإنجليزي مرتين، في 1929-1930 و1935-1936، ولقب الدوري الأول خمس مرات، في 1930-1931، 1932–33، 1933–34، 1934–1935 و1937-38. في سن التاسعة عشرة، فاز باستين بلقب الدوري، كأس الاتحاد الإنجليزي، وتوج بإنجلترا، مما جعله أصغر لاعب على الإطلاق يحقق الثلاث. لعب في فوز آرسنال 2-1 على شيفيلد الأربعاء في الدرع الخيري في ستامفورد بريدج في أكتوبر 1930. كما أنهى باستين في صدارة هداف آرسنال في 1932-1933 و1933-1934، برصيد 33 و15 هدفاً على التوالي. بعد وصول المهاجم تيد دريك في مارس 1934، لم يعد باستين جناح آرسنال الأساسي.
مع تسجيل دريك حصة الأسد من الأهداف وأليكس جيمس غير متوفر بشكل متزايد بسبب الإصابة والعمر، تم نقل باستين إلى الأمام ليحل محل جيمس في معظم موسم 1935-1936، والذي شهد انخفاض أرسنال إلى المركز السادس. لا يزال باستين سجل 17 هدفا، بما في ذلك ستة في مسيرة آرسنال إلى نهائي كأس الاتحاد الإنجليزي 1936، والتي فازوا فيها 1-0. بعد مهمة في النصف الأيمن لتغطية جاك كريستون، تمت استعادة باستين في النهاية إلى الجناح الأيسر ليسجل 17 هدفاً في موسم الفوز باللقب 1937-1938. استبعدته إصابة في ساقه اليمنى من الكثير من موسم 1938-1939، وكان آخرها يلعب قبل اندلاع الحرب العالمية الثانية.
حصل باستين من 178 هدفا على لقب هداف آرسنال على الإطلاق طوال الفترة من 1939 حتى 1997، عندما تجاوز إيان رايت مجموع أهدافه. في عام 2005، تجاوز تيري هنري مجاميع كل لاعب، وبالتالي فإن باستين هو ثالث أفضل هداف لأرسنال في كل العصور. سجله من 150 هدفاً في الدوري لأرسنال استمر لفترة أطول قليلاً، حيث عادل هنري في 14 يناير 2006 وتجاوزه في فبراير من نفس العام.

## المشاركة الدولية
ظهر باستين لأول مرة على مستوى رفيع لإنجلترا ضد ويلز. تم لعب هذه اللعبة في أنفيلد في 18 نوفمبر 1931، والتي فازت بها إنجلترا بفارق 3-1. كان أبرز ما يميز مسيرته في إنجلترا هو «معركة هايبري» الشهيرة، حيث تغلبت إنجلترا على إيطاليا الفائزة بكأس العالم 1934 بثلاثة أهداف مقابل هدفين. ظهر باستين أيضًا في مباراة سيئة السمعة ضد ألمانيا في برلين عام 1938، عندما أُمر فريق إنجلترا بإعطاء التحية النازية قبل المباراة. ربما ربح باستين المزيد من القبعات ولكن في ذلك الوقت واجه منافسة من إريك بروك.
دخلت الحرب العالمية الثانية عندما كان باستين في السابعة والعشرين من عمره، مما أدى إلى قطع ما كان ينبغي أن يكون ذروة حياته المهنية. تم إعفاء باستين من الخدمة العسكرية لأنه فشل في اختبار السمع في الجيش بسبب الصمم المتزايد. وهكذا، خلال الحرب، عمل كحارس ARP، يتمركز على قمة ملعب هايبري مع توم ويتاكر. كما لعب مباريات في دوري زمن الحرب لرفع معنويات المدنيين. في عام 1941، بثت دعاية إيطاليا الفاشية على راديو روما، احتواء ادعاء غريب أن باستين قد تم القبض عليه في معركة كريت، وأنه كان محتجزًا في إيطاليا. من الواضح أن الإيطاليين لم يكونوا على علم بأن باستين كان أصمًا وكانوا معذورين.
أعاقت ساق باستين المصابة أدائه في مباريات الحرب، وسوف تقيد في نهاية المطاف مسيرته. بعد الحرب، كان باستين، في الثلاثينيات من عمره، سيلعب سبع مرات أخرى فقط، دون تسجيل، قبل التقاعد في يناير 1947.
بعد التقاعد، عاد باستين إلى وطنه إكستر وأدار حانة. توفي في عام 1991 عن عمر يناهز 79 عامًا. تم تسمية جناح في St James Park، أرض إكستر، على شرفه وفي عام 2009 تم إدخاله في قاعة مشاهير كرة القدم الإنجليزية.

## الحياة الشخصية
تزوج باستين من جوان شاؤول في هندون، شمال لندن، عام 1939. توفيت زوجته بعده بأكثر من 20 عامًا، في أبريل 2012 عن عمر يناهز 96 عامًا. لديهم ابنتان، باتريشيا وباربرا.

## إنجازات
آرسنال
- القسم الأول: 1930–31، 1932–1933، 1933–1934، 1934–35، 1937–38
- كأس الاتحاد الإنجليزي: 1929-1930، 1935-1936
- درع الاتحاد الإنجليزي: 1930، 1931، 1933، 1934، 1938

الفردية
- قاعة مشاهير كرة القدم الإنجليزية
- إكستر سيتي هول للمشاهير

## روابط خارجية
- كليف باستين على موقع قاعدة بيانات كرة القدم.إي يو (الإنجليزية)
- كليف باستين على موقع ناشيونال فوتبول تيمز (الإنجليزية)
- الملف الشخصي Arsenal.com